# Псалом 90

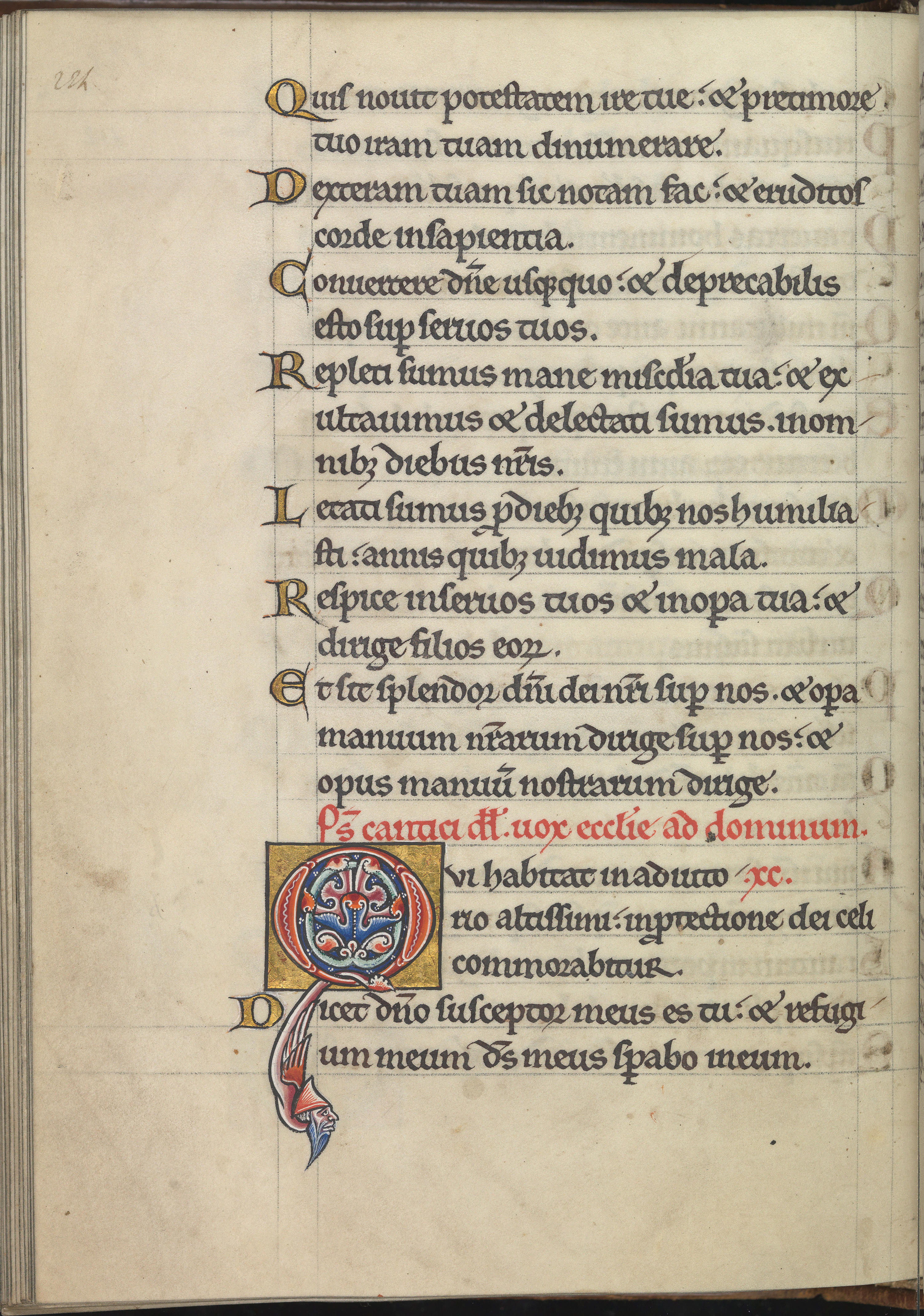
90-й псалом на листе из Псалтири Алиеоноры Аквитанской

Девяно́стый псало́м — 90-й псалом из книги Псалтырь (в масоретской нумерации — 91-й). Известен по латинскому инципиту Qui habitat in protectione Altissimi, «Живый въ помощи Вышняго». Зачастую используется как молитва в опасной ситуации. Также носит название «Песни от демонов».

## Надписание и авторство псалма
В Танахе псалом не имеет заголовка, в Септуагинте имеет надписание Αἶνος ᾠδῆς τῷ Δαυΐδ («хвалебная песнь Давида»), которое перешло и в другие переводы. Надписание в церковно-славянском переводе — «Хвала песни Давидовы, не надписан у еврей», в Вульгате — laus cantici David XC («хвалебная песнь Давидова»). Указание авторства псалма в Септуагинте является результатом позднейшей приписки, которая могла быть сделана переводчиками. Еврейская традиция называет в качестве автора псалма Моисея, потому что считает этот псалом смысловым продолжением предыдущего, 89-го, где авторство Моисея указано в надписании.

## Содержание
Псалом построен в форме обращения наставника, который в своей речи, направленной к ученику или к сыну, выражает уверенность в полной безопасности человека, который надеется на Бога и находится в общении с Ним. В последних трёх стихах вводятся слова Самого Бога, подтверждающие сказанное выше. В «Толковом Типиконе» указывается, что данный псалом «рисует в форме наставления все выгоды полной надежды на Бога».
Афанасий Великий в своём толковании пишет про данный псалом, что в нём вводятся лица:
тайноводствуемых Христом и побеждающих Им врагов мысленных, т.е. начала и власти, миродержителей тьмы сей, духов злобы и самого ненавистного сатану. И враги эти в настоящем псалме именуются различно: страхом нощным, стрелою летящею во дни, вещию во тме преходящею, срящем и бесом полуденным, тысящами и тмами, аспидом и василиском, львом и змием. И над всеми этими врагами псалом возвещает человеку Божию победу.Афанасий Великий. Толкование на псалмы
Согласно Евангелиям, слова 90-го псалма процитировал дьявол во время искушения Иисуса Христа, когда поставил Его на кровле Храма и предложил броситься вниз (Мф. 4:5—7; Лк. 4:9—12).
Далее приводится синодальный перевод псалма на русский язык:
90:00 [Хвалебная песнь Давида.]
90:01 Живущий под кровом Всевышнего под сенью Всемогущего покоится,
90:02 говорит Господу: «прибежище мое и защита моя, Бог мой, на Которого я уповаю!»
90:03 Он избавит тебя от сети ловца, от гибельной язвы,
90:04 перьями Своими осенит тебя, и под крыльями Его будешь безопасен; щит и ограждение – истина Его.
90:05 Не убоишься ужасов в ночи, стрелы, летящей днем,
90:06 язвы, ходящей во мраке, заразы, опустошающей в полдень.
90:07 Падут подле тебя тысяча и десять тысяч одесную тебя; но к тебе не приблизится:
90:08 только смотреть будешь очами твоими и видеть возмездие нечестивым.
90:09 Ибо ты сказал: «Господь – упование мое»; Всевышнего избрал ты прибежищем твоим;
90:10 не приключится тебе зло, и язва не приблизится к жилищу твоему;
90:11 ибо Ангелам Своим заповедает о тебе – охранять тебя на всех путях твоих:
90:12 на руках понесут тебя, да не преткнешься о камень ногою твоею;
90:13 на аспида и василиска наступишь; попирать будешь льва и дракона.
90:14 «За то, что он возлюбил Меня, избавлю его; защищу его, потому что он познал имя Мое.
90:15 Воззовет ко Мне, и услышу его; с ним Я в скорби; избавлю его и прославлю его,
90:16 долготою дней насыщу его, и явлю ему спасение Мое».

## Богослужебное использование
Иудаизм
В ортодоксальном иудаизме 90-й псалом читают семь раз во время похоронного обряда (маамад у-мошав, Мишна, Мегила 4:3). Его произносят ежедневно в молитве перед отходом ко сну, также произносят в вечернем пятничном богослужении перед наступлением субботы, и в утреннем субботнем богослужении в утренних молитвах.
Католицизм
По уставу святого Бенедикта, 90-й псалом пели перед сном на комплетории (см. Литургия часов) все дни недели в составе псалмов 4, 90, 133.
В западном христианстве псалом обычно читается в вечерней службе, а также в первое воскресенье Великого поста.
Православие
В православии 90-й псалом читается за богослужением 6-го часа (состав псалмов данной службы известен из древнейших рукописных часословов), на Великом повечерии, а также на панихиде и отпевании.

## Мистицизм
Православие

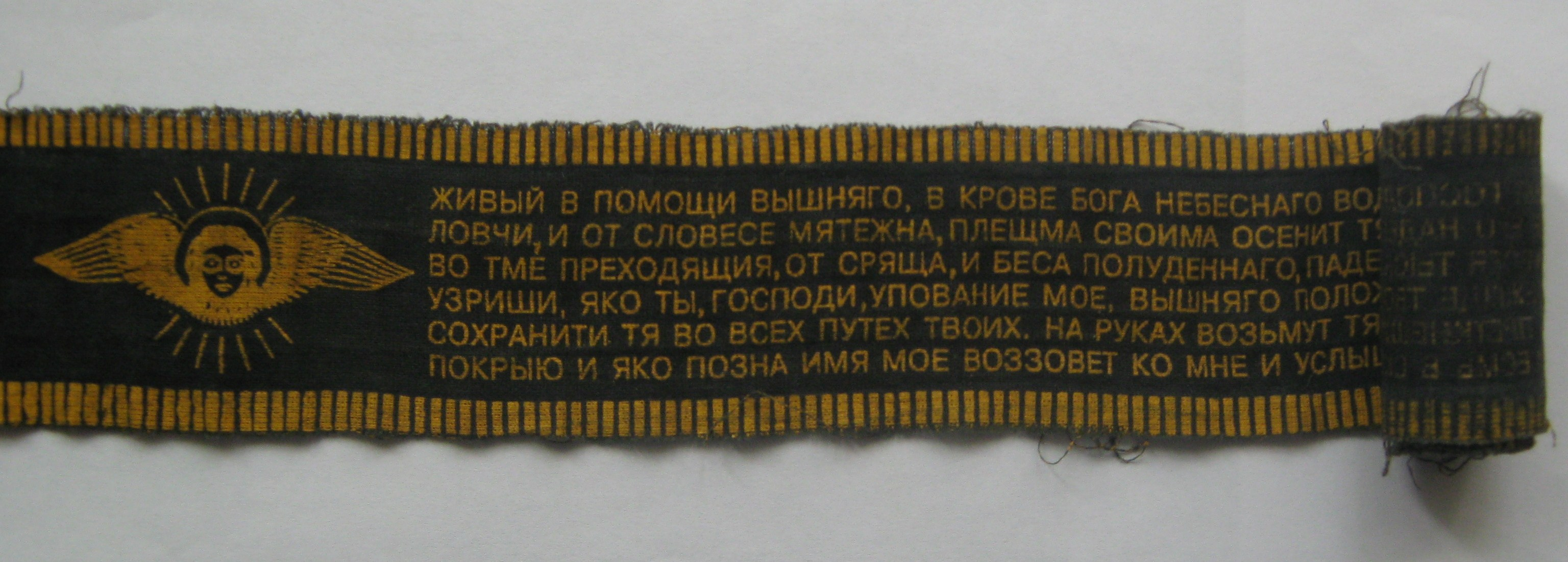
Лента с текстом 90-го псалма

Ленты и ремни с написанным на них текстом 90-го псалма часто используются в качестве оберега. При этом официальная Православная церковь не одобряет этот обычай из-за его сходства с практикой иудаизма, надеванием тфилина и прикреплением на косяки дверей мезузы.
Иудаизм
90-й псалом является одним из четырёх псалмов, стихи которых изображают семисвечник, и которые представляют собой амулеты. 15-й псалом в виде семисвечника используют для распознавания воров. 66-й псалом используют для исцеления болезней и защиты от врагов. 120-й псалом в виде семисвечника используют как амулет от сглаза. 90-й псалом в виде семисвечника используют от воздействия злых духов.
90-й псалом, также как и предыдущий 89-й, зачитывают против львов, демонов, горячки, для сокращения пешего пути, для защиты вообще против любого вида зла, чтобы стать незаметным, стихи 90:5, 10 от эпилепсии.

## 90-й псалом в культуре
- Феликс Мендельсон включил стихи 11—12 из псалма в свою ораторию «Илия» (№7).
- В песне Шинейд О’Коннор Never Get Old из её дебютного альбома The Lion and the Cobra текст псалма читает Эния.
- Группа Soulfly использовала текст псалма, переведённый на португальский, в бонусном треке Salmo-91 альбома Dark Ages.
- В фильме «Десять негритят» 90-й псалом читает Эмили Брент, увидев призрак своей умершей служанки.
- В фильме «Бой с тенью 2: Реванш» Артём Колчин (Денис Никифоров) дважды читает несколько стихов из 90-го псалма в автозэке и во время финального поединка с Ларри Палмером.
- В фильме «Бой с тенью 3D: Последний раунд» 90-й псалом читают в конце фильма Артём Колчин (Денис Никифоров) и Вагит Валиев (Андрей Панин) по строкам.
- В романе «Доктор Живаго» Бориса Пастернака главный герой, Юрий Живаго, во время боя красных лесных партизан с белогвардейцами обнаруживает на шее убитого партизана-телефониста ладанку с бумажкой, содержащей извлечения из текста 90-го псалма, записанные искаженно, «на слух». Упоминается, что в народе «текст псалма считался чудодейственным, оберегающим от пуль». Далее Живаго обнаруживает на шее раненого белогвардейца золотой футлярчик на цепочке, со сложенной бумажкой, содержащей девяностый псалом, «но в печатном виде и во всей своей славянской подлинности».
- В фильме «Утомлённые солнцем 2: Предстояние» 90-й псалом читает священник отец Александр, которого играет Сергей Гармаш, когда его и медсестру, героиню Надежды Михалковой, обстреливают с воздуха немцы.
- В фильме «Царь» 90-й псалом читает во время своей казни на дыбе племянник главного героя — митрополита Филиппа — воевода Колычев (Алексей Макаров).
- В кавер-версии песни «Течет река Волга» группы «Пикник» Эдмунд Шклярский читает 90-й псалом на латыни.
- В фильме «Легенда о пианисте» на отпевании Дэнни Будмана читают строчки из Псалма.
- В фильме «Шкатулка проклятия» 90-й псалом читает раввин во время изгнания диббука.
- «Живый в помощи» — название книги писателя Виктора Николаева.
- В фильме «Викинг» воин князя Владимира Феодор, преследуемый вместе со своим сыном Иоанном язычниками, читает 90-й псалом перед смертью.
- В мультфильме «Необыкновенное приключение Серафимы» Серафим Саровский стоя на камне читает 90-й псалом, является Архангел Гавриил и восстающие на него тёмные силы рассеиваются.